# 9784 Yotsubashi
A 9784 Yotsubashi (ideiglenes jelöléssel 1994 YJ1) a Naprendszer kisbolygóövében található aszteroida. Kobajasi Takao fedezte fel 1994. december 31-én.